# Schaduweconomie

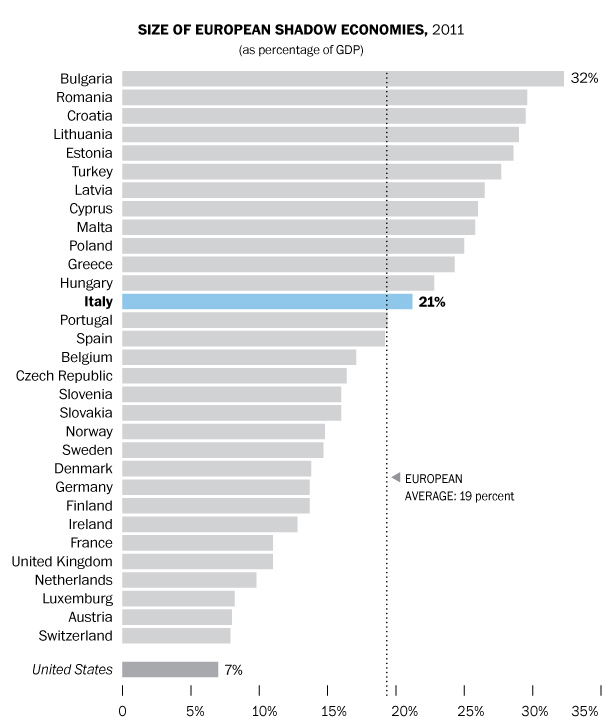
Schaduweconomie in Europa, 2011.

De schaduweconomie omvat financiële transacties die niet illegaal zijn, maar wel aan het oog van de belasting- en taxerende instanties worden onttrokken. Bijna iedereen maakt deel uit van deze economie. Een voorbeeld van een transactie in een schaduweconomie is wanneer een kind 10€ contant krijgt om het gras van de buurman te maaien.